# Sheykh Zangī
Sheykh Zangī (persiska: شيخ زنگی, جزيرۀ مبارك, جزيرۀ مهرق) är en ö i Iran.   Den ligger i provinsen Bushehr, i den centrala delen av landet, 700 km söder om huvudstaden Teheran. Arean är 2,8 kvadratkilometer.
Terrängen på Sheykh Zangī är mycket platt. Öns högsta punkt är 17 meter över havet. Den sträcker sig 1,9 kilometer i nord-sydlig riktning, och 2,8 kilometer i öst-västlig riktning.  Trakten runt Sheykh Zangī är ofruktbar med lite eller ingen växtlighet.